# Sturzbügel (Motorrad)
Ein Sturzbügel dient dem Schutz eines Motorrads vor Beschädigungen im Falle eines Sturzes. Weiterhin soll ein Sturzbügel beim Sturz möglichst die Beine des Fahrers schützen oder zumindest entlasten.
Sturzbügel sind meist aus Stahl und im Regelfall paarweise symmetrisch angebracht. Sie werden am Rahmen oder an Teilen befestigt, die mit dem Rahmen eine feste, stabile Verbindung haben. Zur Befestigung werden sie dabei verschraubt oder verschweißt.
Sturzbügel schützen dabei meist primär das Kurbelgehäuse und den Motorblock. Das ist insbesondere bei Motorrädern mit Boxermotor mit quer zur Fahrtrichtung stehenden Zylindern wichtig, wie bei den Zweizylindermodellen von BMW.
Sturzbügel sind in der Regel ein wahlweises Zubehör, weil sie nach dem Empfinden vieler Motorradfahrer die Optik des Motorrads beeinträchtigen. Deshalb sind viele angebotene Sturzbügel ein Kompromiss zwischen Sicherheit und Optik.